# فرانك مارشال (منتج)
فرانك ويلتون مارشا (بالإنجليزية: Frank Marshall)‏ل (من مواليد 13 سبتمبر 1946): هو منتج ومخرج سينمائي أمريكي، وغالبًا ما يعمل بالتعاون مع زوجته كاثلين كينيدي. أسس بالتعاون مع كينيدي وستيفن سبيلبرغ شركة أمبلين إنترتايمنت. في عام 1991، أسس مع كينيدي، شركة كينيدي/مارشال، وهي شركة لإنتاج الأفلام متعاقدة مع شركة دريم ووركس. منذ مايو عام 2012، ومع تولي كينيدي رئاسة شركة لوكاس فيلم، أصبح مارشال المدير الوحيد لكينيدي/مارشال. تعاون مارشال باستمرار مع المخرجين أمثال سبيلبرغ، وبول غرينغراس، وبيتر بوغدانوفيتش. حصل على جائزة «إرفينغ جي. ثالبرغ» من أكاديمية الفنون والعلوم السينمائية في عام 2018، التي مُنحت «للمنتجين المبدعين، الذين تعكس أعمالهم جودة عالية ومستمرة لإنتاج الأفلام السينمائية».

## حياته ومهنته
ولد مارشال في غلينديل، كاليفورنيا، وهو ابن عازف الإيتار وقائد الفرقة الموسيقية والملحن جاك مارشال. قضى سنواته الأولى في فان نويس، كاليفورنيا. في عام 1961، انتقلت عائلته إلى نيوبورت بيتش، حيث التحق بمدرسة نيوبورت هاربور الثانوية، وكان ناشطًا في الموسيقا والدراما. التحق بجامعة كاليفورنيا في لوس أنجلوس عام 1964 ليتخصص في الهندسة، وتخرج في عام 1986 بدرجة في العلوم السياسية. أثناء وجوده في جامعة كاليفورنيا في لوس أنجلوس، أصبح عضوًا في أخوية ألفا تاو أوميغا، وساعد في إنشاء أول فريق كرة قدم للأخوية في الرابطة الوطنية للرياضات الجامعية، ولعب كرة القدم الجامعية هناك في الأعوام 1966 و1967 و1968. 
في عام 1966، التقى بالمخرج بيتر بوغدانوفيتش في حفل عيد ميلاد ابنة المخرج جون فورد، الذي هو أحد أصدقاء أبيه. تطوع مارشال للعمل على فيلم بوغدانوفيتش الأول، تارغتس (1968)، الأمر الذي شكّل تدريبه المهني لإنتاج الأفلام، إذ تولى أدوار إنتاج مختلفة، حتى إنه ظهر ممثلًا ثانويًا في بعض الأفلام. بعد تخرجه من جامعة كاليفورنيا في لوس أنجلوس، قضى مارشال العامين التاليين بالعمل -في آسبن ومارينا ديل راي- نادلًا/ عازف غيتار في «ذا راندي تار»، وهو مطعم لشرائح اللحم وسرطان البحر. أثناء سفره عبر أوروبا في مارس 1970، تلقى اتصالًا آخر من بوغدانوفيتش عارضًا عليه منصبًا وظيفيًا في فيلم ذا لاست بيكتشر شو (آخر عرض صور). بعد ثلاثة أيام وصل إلى آرتشر سيتي، تكساس، حيث عمل مديرًا للموقع وممثلًا في هذا الفيلم الجوهري. تحت إشراف بوغدانوفيتش، شق مارشال طريقه من مساعد منتج إلى منتج مشارك في خمسة أفلام أخرى. توسع في عمله وشارك مارتن سكورسيزي بصفته مخرجًا خطيًا في الفيلم الوثائقي الموسيقي ذا لاست فالتز (رقصة الفالتز الأخيرة) (1978)  ومنتجًا مشاركًا في فيلم الرعب والجريمة  ذا درايفر (السائق) (1978) للمخرج والتر هيل. في العام التالي، حصل مارشال على أول فضل مُعترف له بصفته منتجـا تنفيذيًا عن فيلم هيل الكلاسيكي حول عصابات الشوارع ذا ووريورز (المحاربون) (1979). يواصل إلى الآن تعاونه مع بوغدانوفيتش، فهما يعملان على إكمال فيلمهما العاشر معًا لعام 2018،وهو  ذي أوذر سايد أوف ذا ويند (الجانب الآخر من الريح)، الفيلم غير المنتهي للمخرج أورسون ويلز.

## أعمال

### أفلام
- (1971) آخر عرض صور
- (1973) القمر الورقي
- (1979) ذا واريورس[9][10]
- (1981) سارقو التابوت الضائع[11]
- (1982) أرواح شريرة[12]
- (1984) إنديانا جونز ومعبد الهلاك[13][14]
- (1985) اللون الأرجواني[15]
- (1987) إمبراطورية الشمس[16]
- (1988) من ورط الأرنب روجر
- (1989) العودة إلى المستقبل 2[17][18][19]
- (1991) هوك الانتقام من الكابتن هوك[20][21][22]
- (1993) أطفال سوينغ
- (1993) الناجين[23]
- (1995) جومانجي[24][25]
- (1999) الحاسة السادسة[26]
- (2000) يا أخي، أين أنت؟[27][28][29]
- (2002) الإشارات[30]
- (2002) هوية بورن[31]
- (2003) سيبيسكيت[32]
- (2004) سيادة بورن
- (2007) إنذار بورن[33]
- (2008) الحالة المحيرة لبنجامين بتن[34][35][36]
- (2008) إنديانا جونز ومملكة الجمجمة الكريستالية
- (2008) بونيو[37]
- (2010) آريتي المقترضة[38]
- (2010) ذا لاست إيربندر[39][40]
- (2012) ميراث بورن[41][42]
- (2013) حكاية الأميرة كاغويا[43]
- (2013) كذبة آرمسترونج
- (2015) العالم الجوراسي[44][45][46]
- (2016) العملاق الودود الضخم[47][48]
- (2018)  المملكة الساقطة

## جوائز وترشيحات
جوائز
- جائزة إنكبوت
- جائزة زحل
- Irving G. Thalberg Memorial Award [الإنجليزية]‏

ترشيحات
- جائزة الأوسكار لأفضل فيلم، عن عمل: الحاسة السادسة
- جائزة الأوسكار لأفضل فيلم، عن عمل: الحالة المحيرة لبنجامين بتن
- جائزة الأوسكار لأفضل فيلم، عن عمل: اللون الأرجواني
- جائزة الأوسكار لأفضل فيلم، عن عمل: سارقو التابوت الضائع
- جائزة الأوسكار لأفضل فيلم، عن عمل: سيبيسكيت

## وصلات خارجية
- فرانك مارشال على موقع IMDb (الإنجليزية)
- فرانك مارشال على موقع ألو سيني (الفرنسية)
- فرانك مارشال على موقع أول موفي (الإنجليزية)
- فرانك مارشال على موقع بوكس أوفيس موجو (الإنجليزية)
- فرانك مارشال على موقع قاعدة بيانات الأفلام السويدية (السويدية)
- فرانك مارشال على موقع إن إن دي بي (الإنجليزية)
- فرانك مارشال على موقع قاعدة بيانات الفيلم (الإنجليزية)
- فرانك مارشال على موقع كينوبويسك (الروسية)